# Дольчедо
Дольчедо (итал. Dolcedo) — коммуна в Италии, располагается в регионе Лигурия, в провинции Империя.
Население составляет 1378 человек (2008 г.), плотность населения составляет 71 чел./км². Занимает площадь 19 км². Почтовый индекс — 18100. Телефонный код — 0183.
Покровителем коммуны почитается святой апостол Фома, празднование 21 декабря.

## Демография
Динамика населения:

## Администрация коммуны
- Официальный сайт: